# 班斯卡-比斯特里察州
班斯卡-比斯特里察州是斯洛伐克中南部的一個州，與匈牙利接壤。面積9,455平方公里，人口662,121 (2001年)。州府班斯卡-比斯特里察。下設13區。

## 行政区划
班斯卡-比斯特里察州划分为13个區：班斯卡-比斯特里察區、班斯卡-什佳夫尼察區、布雷茲諾區、代特瓦區、克魯皮納區、盧切內茨區、波爾塔爾區、雷武察區、里馬夫斯卡索博塔區、大克爾季什區、茲沃倫區、扎爾諾瓦察區及赫龍河畔日亞爾區。
区下再划分为514个市镇，其中24个为市。全州54%的居民居住在市里。